# Barraca del camí dels Muntanyesos V
La Barraca del camí dels Muntanyesos V és una obra del Pla de Santa Maria (Alt Camp) inclosa a l'Inventari del Patrimoni Arquitectònic de Catalunya.

## Descripció
És una barraca de planta rectangular, sòlida i ben construïda orientada al sud-oest.
Se li dona el nom de Barraca de les Creus perquè en unes pedres del seu interior hi té gravades unes creus.
En el seu interior hi ha que el seu cobriment, si bé és amb aproximació de filades, adopta una forma navicular i clou amb lloses.
La seva alçada interior màxima és de 2'55m. Té una fondària de 2'09m i una amplada de 3'93m. El portal és capçat amb una gruixuda llinda.